# Anko Postma
Anko Hedde Postma (Zevenhuizen, 9 april 1972) is een Nederlandse historicus, organisatieadviseur, politicus en bestuurder. Sinds 28 september 2023 is hij burgemeester van Tubbergen.

## Maatschappelijke carrière
Postma studeerde van 1992 tot 1997 geschiedenis en media aan de Rijksuniversiteit Groningen. Hij studeerde af met een documentaire en onderzoek naar de familie Van der Wielen en de eerste Volkshogeschool van Nederland, Allardsoog bij Bakkeveen. Van 1999 tot 2003 was hij personeelsadviseur en HR manager.
Vanaf 2003 had Postma een adviesbureau op het gebied van training, coaching en interim werk, en vanaf 2009 was hij galeriehouder, beiden genaamd Aepos in Nij Beets. Verder was hij onder andere lid van de ouderraad van het Drachtster Lyceum, voorzitter van Plaatselijk Belang Nij Beets en bestuurslid en voorzitter van It Damshûs.

## Politieke carrière
Postma werd in februari 2017 partijvoorzitter van Opsterlands Belang. Nadat Piet van Dijk in september dat jaar burgemeester werd van Aa en Hunze, volgde hij hem op als wethouder en 1e locoburgemeester van Opsterland. Op 3 juli 2023 werd hij door de gemeenteraad van Tubbergen voorgedragen als nieuwe burgemeester. Op 14 september dat jaar werd bekend dat hij bij koninklijk besluit is benoemd met ingang van 28 september dat jaar. Op die dag werd hij ook geïnstalleerd en beëdigd.
Postma kreeg in zijn portefeuille bestuurlijke vernieuwing (raad) & samenlevingsgerichte bestuursstijl, inclusief Mijn Dorp 2030, bestuurszaken & internationale betrekkingen, openbare orde, veiligheid & integrale handhaving, dienstverlening & bedrijfsvoering Noaberkracht en communicatie. Hij werd lid van het algemeen bestuur van de Veiligheidsregio Twente, voorzitter van het bestuur van de gemeenschappelijke regeling Noaberkracht Dinkelland Tubbergen, lid van het bestuur van VNG Overijssel en lid van de raad van toezicht van Stichting Participatie Noaberkracht.
Nadat de komst van een azc werd aangekondigd in Albergen, werd Postma bedreigd door een 49-jarige inwoner van die plaats. De bedreiger kreeg in 2024 een gevangenisstraf opgelegd van vijf maanden, waarvan drie voorwaardelijk.

## Privéleven
Postma is geboren en getogen in Zevenhuizen, op de boerderij van zijn ouders in de buurtschap Allardsoog. In 2004 kwam hij met zijn gezin vanuit Apeldoorn in Nij Beets terecht. Hij is gehuwd en heeft twee zoons en een dochter.